# Billom
Billom é uma comuna francesa na região administrativa de Auvérnia-Ródano-Alpes, no departamento Puy-de-Dôme. Estende-se por uma área de 16,96 km². Em 2010 a comuna tinha 4 834 habitantes (densidade: 285 hab./km²).